# No 1 Poultry

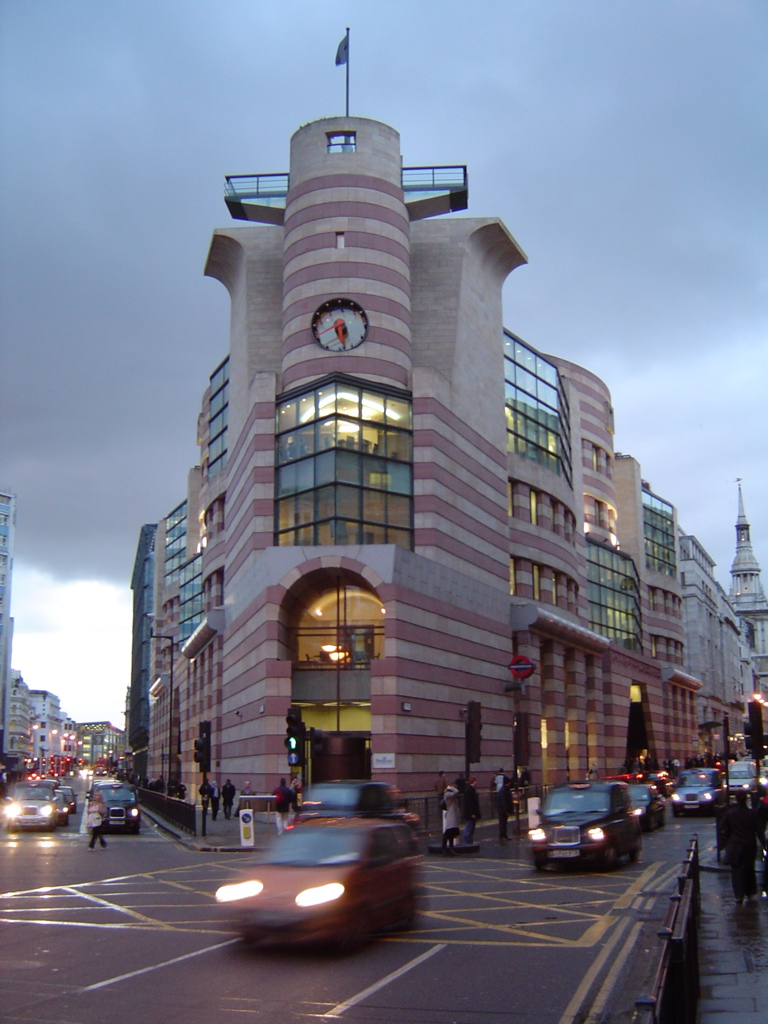
No 1 Poultry

No 1 Poultry ist ein postmodernes Büro- und Geschäftshaus in London. Es steht in der City of London an der Straße namens Poultry („Geflügelmarkt“), in unmittelbarer Nähe der Bank of England.
Es ist das letzte vom Architekten James Stirling entworfene Gebäude und wurde 1998, sechs Jahre nach dessen Tod, von seinem Partner Michael Wilford vollendet. Zuvor stand an dieser Stelle das neugotische Geschäftshaus des Juwelierunternehmens Mappin and Webb, dessen Abriss im Jahr 1994 eine heftige Kontroverse auslöste.
Die Fertigstellung verzögerte sich durch einen aufsehenerregenden archäologischen Fund. Der Archäologische Dienst des Museum of London führte Ausgrabungen durch. Dabei stieß man unter anderem auf eine hölzerne römische Abwasserleitung, die einst entlang der Ost-West-Hauptstraße von Londinium verlief. Die dendrochronologische Untersuchung ergab, dass sie aus dem Jahr 47 n. Chr. stammt; dies gilt heute als wahrscheinlichstes Gründungsjahr Londons.